# Sichtfeld
Sichtfeld (englisch field of view, FOV) bezeichnet den Bereich im Bildwinkel einer optischen Einrichtung, innerhalb dessen Ereignisse oder Veränderungen wahrgenommen und aufgezeichnet werden können.

## Abgrenzung zum Gesichtsfeld
In Bezug auf das Auge selbst, also beim Sehen „mit dem bloßen Auge“, ohne technische Geräte, spricht man in der Regel nicht vom „Sichtfeld“ des Auges (englisch field of view, FOV), sondern vom Gesichtsfeld (englisch visual field) des betreffenden Lebewesens. Das Gesichtsfeld bezieht sich auf den sichtbaren Bereich ohne Zuhilfenahme von Augenbewegungen und ist daher kleiner als das Sichtfeld. Es wird mithilfe der Perimetrie vermessen. Das Gesichtsfeld des Menschen umfasst etwa 214° (±107°) horizontal, 60°–70° nach oben und 70°–80° nach unten.

## Technische Geräte

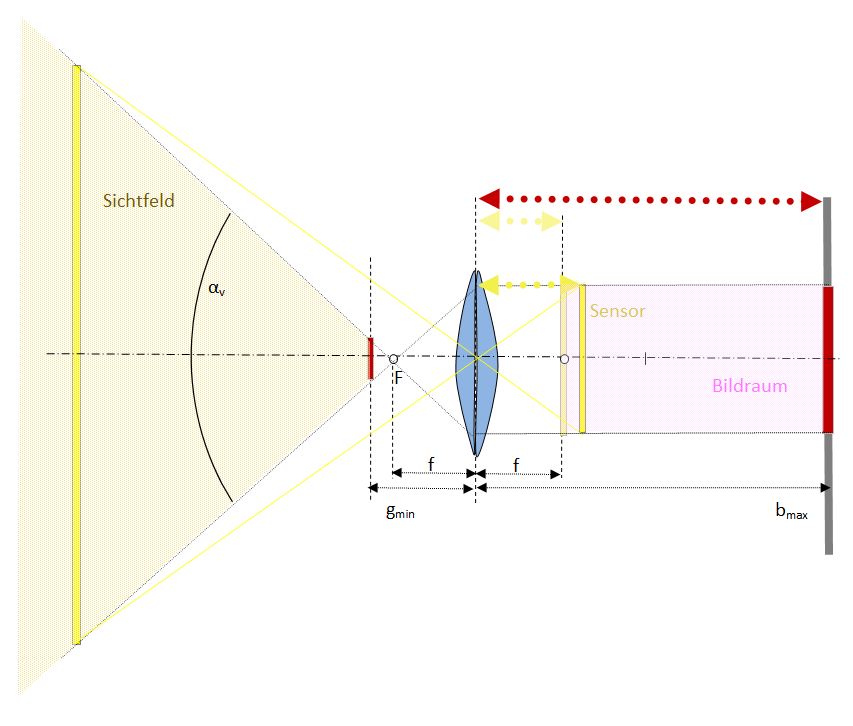
Der Bildraum und das Sichtfeld einer Kamera in vertikaler Ausdehnung

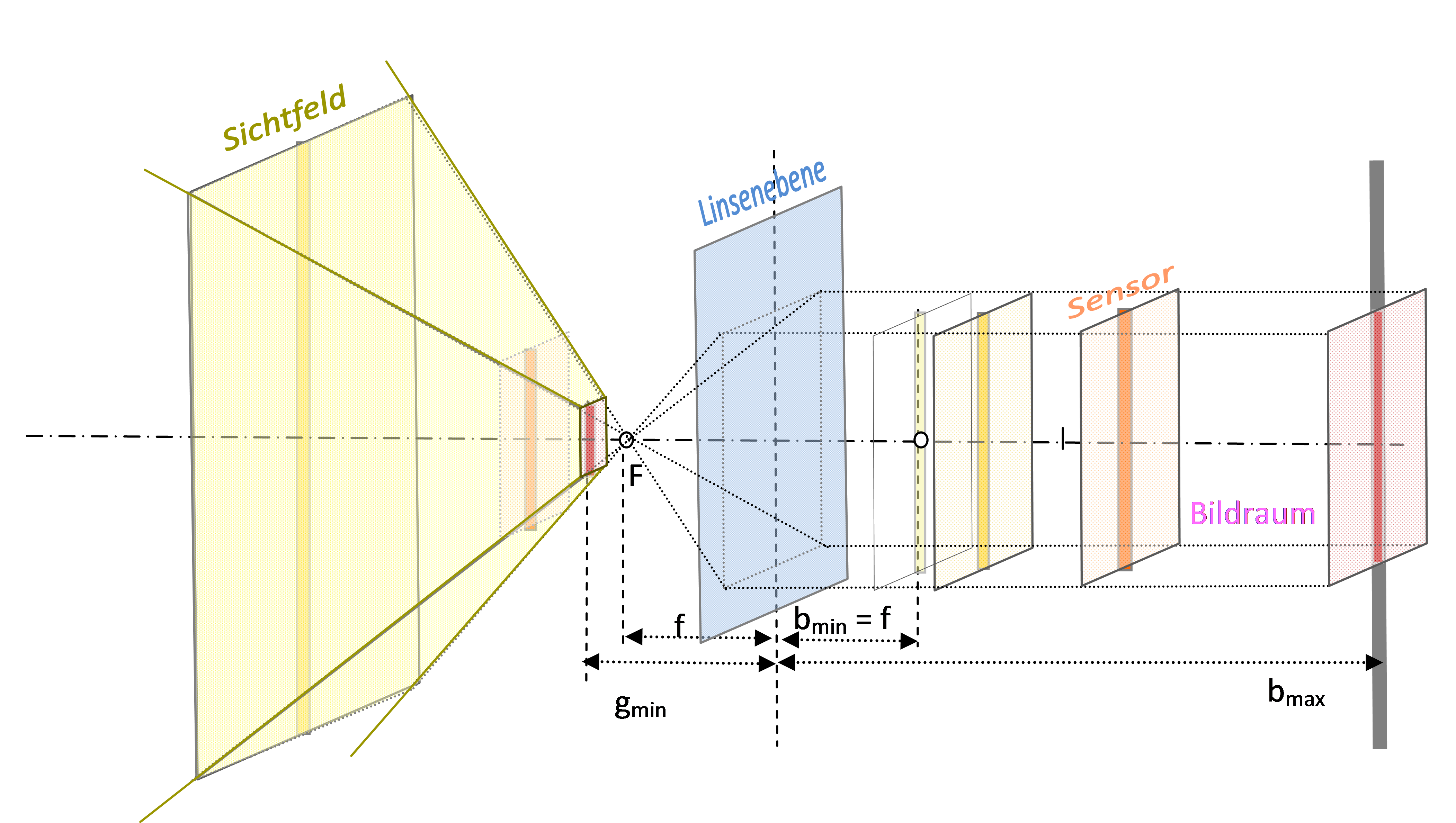
Der Bildraum und das Sichtfeld einer Kamera in dreidimensionaler Darstellung

Bei technischen Geräten wie einem Sonnensensor, der Bildfläche einer Kamera (Film oder Aufnahmesensor) oder einem Durchsicht-Display spricht man ebenfalls vom Sichtfeld.
Bei einer Kamera mit fest vorgegebener Brennweite f des Objektivs erfolgt die Scharfstellung (Fokussierung) auf ein Objekt in der Gegenstandsweite g durch die Einstellung des Auszugs, d. h. des Abstands zwischen Objektiv und Bildfläche (Bildsensor), auf die zugehörige Bildweite b = b(g) = fg/(g – f). Für die Bildweite b ist jedoch auf Grund der Kameraabmessungen eine untere Grenze bmin und eine obere Grenze bmax gegeben. Die minimale Bildweite bmin ist auf die Brennweite f eingestellt und dient zur Aufnahme von weit entfernten Motiven. Der maximalen Bildweite bmax entspricht die minimale Gegenstandsweite (minimale Objektdistanz) gmin:
{\displaystyle g_{\mathrm {min} }=g(b_{\mathrm {max} })={\frac {fb_{\mathrm {max} }}{b_{\mathrm {max} }-f}}}.
Variiert der Linsen-Bildflächen-Abstand b in seinem maximal möglichen Intervall (f ≤ b ≤ bmax), so liefert die Vereinigung der rechteckigen Bildflächen den quaderförmigen Bildraum. Diesem Bildraum entspricht bei der optischen Abbildung bijektiv das so genannte Sichtfeld (Gegenstandsfeld, englisch Field of View) der Kamera. Das Sichtfeld ist der Bereich im dreidimensionalen Gegenstandsraum (Objektraum, Motivraum), der scharf mit der Kamera abgebildet werden kann. Es ist ein unendlicher Pyramidenstumpf, dessen Pyramidenspitze im objektseitigen Brennpunkt F liegt und bei dem die Pyramidenspitze durch die zur Linsenebene parallele Ebene g = gmin abgeschnitten ist.
Die Öffnungswinkel dieser Pyramide werden in der Fotografie als Bildwinkel der Kamera bezeichnet. Bei einer vertikalen Sensorhöhe Sv und einer horizontalen Sensorbreite Sh ergibt die trigonometrische Berechnung den vertikalen Bildwinkel αv und den horizontalen Bildwinkel αh zu
{\displaystyle \alpha _{v}=2\,\arctan {\frac {S_{v}}{2f}}},
{\displaystyle \alpha _{h}=2\,\arctan {\frac {S_{h}}{2f}}}.